# Мірхайдар Файзуллін
Файзуллін Мірхайдар Мустафович (псевдонім — Мирхайдар Файзі) (19 жовтня 1891 року — 9 липня 1928) — драматург, поет і публіцист.

## Життєпис
Народився 19 жовтня 1891 року на хуторі Кукшель Орського повіту Оренбурзької губернії. Батько — Мустафа Файзуллін, служив керуючим господарства, яке належало оренбурзьким підприємцям Хусаїновим. Через деякий час сім'я переїхала до Орська.
Освіту Мірхайдар Файзуллін здобув у медресе при мечеті в місті Орськ (1902—1905) і медресе Хусаїнія з 1905 року. Але у 1907 році навчання покинув за станом здоров'я.
У 14 років написав першу п'єсу, а в 1912 році вийшов його перший збірник «Свої вірші». Написав п'єси «Серед квітів», «Причепурювання», «Молодь не дасть обдурити».
У 1911—1916 роках збирав твори башкирського і татарського фольклору в селах Орського повіту і Старобалтачевської волості Бирського повіту.
З 1919 року Мірхайдар Файзуллін працював у бібліотеці, відкритій братами Рамієвими на хуторі Юлук.
У 1922 році переїхав до с. Темясово, де працював співробітником газети «Ҡыҙыл Урал», завідувачем бібліотекою. У 1923 році Мірхайдар Файзуллін прибув до Казані, де працював у дитячому відділенні центральної республіканської бібліотеки.
У 1926 році він захворів на туберкульоз і виїхав на лікування до Криму, потім повернувся до Башкирії, працював у бібліотеках Тубінська і Баймака.
Помер 9 липня 1928 року. Похований поруч з братською могилою в центрі Баймака. У Будинку друку встановлено погруддя письменника.
Мірхайдар Файзуллін автор збірок віршів «Мої вірші» (1912), «Моя душа» (1913), п'єс «На річці Урал» (1917—1918), «Білий ковпак» (1922—1923), драм «Сагадатбану» (1916), п'єс «Червона зірка» (1921—1923), склав збірник народних пісень.
У Башкирському театрі драми поставлені його п'єси «Галіябану», «Кохана», «Хамадія».

## Пам'ять
- У Баймаку встановлений бюст Файзі, його ім'я присвоєно вулиці.
- У Казані його ім'я присвоєно новій вулиці в Приволзькому районі.
- На хуторі Шуда Балтасинського району Республіки Татарстан, де бував Файзі, діє музей-садиба письменника.
- В Оренбурзі його ім'я присвоєно Татарському драматичного театру.